# Hikuleo
 (juillet 2021).
Pour les articles homonymes, voir Fifita.
Taula Fifita (né Taula Koloamatangi) (né le 7 février 1991 à Nukuʻalofa, Tonga) est un catcheur (lutteur professionnel) américain d'origine tongienne. Il travaille à la World Wrestling Entertainment, dans la division SmackDown, sous le nom de Talla Tonga. 
Il est le fils du catcheur Tonga Fifita (connu sous le nom de Haku), ainsi que le frère de Tevita Fifita (connu sous le nom de Tanga Loa) et de Alipate Fifita (connu sous le nom de Tama Tonga).

## Jeunesse
Taula et son frère aîné Alipate ont été adoptés par leur tante maternelle, Dorothy Koloamatangi, et son mari Tonga Fifita, qui les ont emmenés aux États-Unis. Il a grandi à Kissimmee, en Floride, où il a fréquenté le lycée Osceola. Il a ensuite étudié à l’université Webber International, également en Floride, où il s’est spécialisé en gestion du sport et a joué au basket-ball au poste de pivot pour l’équipe des Webber International Warriors. Il a été nommé meilleur joueur (MVP) de l’équipe junior universitaire masculine pour la saison 2009–2010,.

## Carrière de catcheur

### New Japan Pro Wrestling (2016-2024)
Le 6 septembre 2017, il a été annoncé qu'il rejoindrait le Bullet Club aux côtés de ses frères Tama Tonga et Tanga Roa, sous le nom de Leo Tonga, en tant que remplaçant de Kenny Omega lors de la prochaine tournée Road to Destruction en raison d'une blessure au genou de ce dernier,. Le 7 septembre, il fait ses débuts à la New Japan Pro Wrestling aux côtés de Tama Tonga et Tanga Roa mais ils perdent contre War Machine (Hanson et Raymond Rowe) et Juice Robinson. Lors de Destruction in Fukushima, lui et Bad Luck Fale perdent contre Juice Robinson et David Finlay. Lors de King of Pro-Wrestling 2017, lui, Bad Luck Fale et Yujiro Takahashi perdent contre Los Ingobernables de Japón (Bushi, Hiromu Takahashi et Sanada). Lors de New Year Dash !! 2018, lui, Chase Owens, Cody, Marty Scurll et Yujiro Takahashi battent David Finlay, Juice Robinson, Kōta Ibushi, Kushida et Ryusuke Taguchi. Lors de ROH/NJPW Honor Rising: Japan 2018 - Tag 2, lui, Chase Owens et Yujiro Takahashi perdent contre David Finlay, Jay Lethal et Juice Robinson.
Le 22 avril 2019, lui, Tama Tonga et Tanga Loa perdent contre Ryusuke Taguchi, Togi Makabe et Toru Yano et ne remportent pas les NEVER Openweight 6-Man Tag Team Championship.

#### Départ du Bullet Club et Guerrillas of Destiny (2022-2024)
Le 25 septembre, il quitte le Bullet Club et effectue un Face Turn en attaquant Jay White et rejoint les Guerrillas of Destiny qui comprend également ces fréres, Tama Tonga et Tanga Loa.
Le 23 novembre, lui, Hiroshi Tanahashi et Ryusuke Taguchi perdent contre House Of Torture (Evil, Yujiro Takahashi et Sho) et ne remportent pas les NEVER Openweight 6-Man Tag Team Championship.
Le 14 décembre, il perd contre Karl Anderson et ne remporte pas le NEVER Openweight Championship.
Lors de The New Beginning In Osaka 2023, il bat Jay White dans un Loser Leaves Japan Match et force donc ce dernier à quitter le Japon.
Lors de Wrestling Dontaku 2023, il bat KENTA et remporte le Strong Openweight Championship.
Lors de Destruction In Ryogoku 2023, lui et El Phantasmo battent Bullet Club War Dogs (Alex Coughlin et Gabriel Kidd) et remportent les Strong Openweight Tag Team Championship. Lors de Fighting Spirit Unleashed 2023, ils conservent leur titres contre Monstersauce (Alex Zayne et Lance Archer).
Du 25 novembre au 6 décembre, ils participent à la World Tag League, où ils remportent leur bloc avec un record de cinq victoires et deux défaites, se qualifiant pour les demi-finales du tournoi. Lors des Demi-Finales, ils battent TMDK (Mikey Nicholls et Shane Haste). Lors de la finale, ils perdent contre Bishamon (Hirooki Goto et Yoshi-Hashi) et ne remportent donc pas le tournoi. Leur adversaires les défient cependant à un Winner Takes All Match pour Wrestle Kingdom.
Lors de Wrestle Kingdom 18 In Tokyo Dome, ils conservent leur titres contre Bishamon et remportent également les IWGP Tag Team Championship.

### Revolution Pro Wrestling (2019)
Lors de RevPro Live At The Cockpit 43, lui et El Phantasmo battent Team WhiteWolf (A-Kid et Carlos Romo).

### All Elite Wrestling (2021)
Lors de Fyter Fest 2021 - Tag 2, il fait sa première apparition à la All Elite Wrestling en étant présent dans le public. Plus tard durant la soirée, il a été révélé qu'il affronterait le vainqueur du Texas Death Match entre Jon Moxley et Lance Archer pour le IWGP United States Heavyweight Championship la semaine suivante à Fight for the Fallen. Lors de la fin du show, il monte sur le ring pour confronter le nouveau IWGP United States Heavyweight Champion, Lance Archer.

### Impact Wrestling (2021-2022)
Le 9 septembre 2021, il fait ses débuts à Impact Wrestling en attaquant FinJuice (David Finlay et Juice Robinson) avec Chris Bey.
Lors de Bound for Glory (2021), lui et Chris Bey perdent contre The Good Brothers (Doc Gallows et Karl Anderson) dans un Three-Way Tag Team Match qui comprenaient également FinJuice et ne remportent pas les Impact World Tag Team Championship.
Lors de Emergence (2022), lui, Ace Austin, Chris Bey, Doc Gallows et Karl Anderson perdent contre Honor No More (Eddie Edwards, Matt Taven, Mike Bennett, PCO et Vincent).

### World Wrestling Entertainment (2024-...)
En juillet 2024, Hikuleo a signé avec la WWE et a commencé son entraînement au Performance Center. Près d’un an plus tard, il dispute son tout premier combat en amont de l’épisode de SmackDown du 13 juin 2025, remportant un match non télévisé face à Kit Wilson. Il fait ses débuts officiels lors de Night of Champions sous le nom de Tala Tonga, en venant en aide à Solo Sikoa pour vaincre Jacob Fatu et ainsi remporter le titre de champion des États-Unis. Par cette intervention, il se positionne clairement en tant que heel et rejoint officiellement le clan The Bloodline.

## Palmarès
- New Japan Pro Wrestling
  - 1 fois NJPW Strong Openweight Championship
  - 1 fois Strong Openweight Tag Team Championship avec El Phantasmo (actuel)
  - 1 fois IWGP Tag Team Championship avec El Phantasmo (actuel)